# Hôtel Genou de Guiberville
L'hôtel Genou de Guiberville est un hôtel particulier situé sur la place des Vosges à Paris, en France.

## Localisation
L'hôtel Genou de Guiberville est situé dans le 4e arrondissement de Paris, au  place des Vosges. Il se trouve sur le côté sud de la place, entre le pavillon du Roi et l'hôtel du 4 place des Vosges.

## Historique
L'édifice est partiellement classé au titre des monuments historiques en 1955.